# تیگران اوریخانیان
تیگران خاچاطوری اوریخانیان (ارمنی: Տիգրան Խաչատուրի Ուրիխանյան؛ زادهٔ ۲۷ اوت ۱۹۷۹) سیاستمدار اهل ارمنستان است که از تاریخ ۲۰۱۷ تا تاریخ ۲۰۲۱ سمت نمایندگی دوره‌های ششم و هفتم مجلس ملی جمهوری ارمنستان را برعهده داشت.

## زندگی‌نامه
در ۲۸ اوت ۱۹۷۹ در ایروان به دنیا آمد و از دانشگاه دولتی زبان‌ها و علوم اجتماعی بروسوف ایروان فارغ‌التحصیل شد. 